# Чувуллак
Чувуллак (узб. Chuvilloq / Чувиллоқ) — посёлок городского типа, расположенный на территории Галляаральского района Джизакской области Республики Узбекистан.

Статус посёлка городского типа с 2009 года.